# Брук, Майкл
Майкл Брук (англ. Michael Brook, родился в 1952 году в Торонто) — канадский гитарист-новатор, изобретатель, музыкальный продюсер и кинокомпозитор.
С Бруком сотрудничали, записывались и выступали многие известные музыканты различных жанров: Джон Хассел, Брайан Ино, Даниель Лануа, Эдж, Роберт Фрипп, Дэвид Силвиан, Брайан Ферри, Нусрат Фатех Али Хан, Дживан Гаспарян и другие. Он создал и постоянно использует в своих записях электрогитару с бесконечным сустейном, которую назвал соответственно «Бесконечной гитарой» (англ. Infinite guitar).
Состоит в Американском обществе композиторов, авторов и издателей (ASCAP).

## Биография
Майкл Брук родился и вырос в канадском городе Торонто. В юности увлекался фотографированием. После школы, поиграв на гитаре в нескольких группах и достигнув, по его мнению, музыкального «потолка», решил узнать о музыке больше. Брук поступил в Йоркский университет изучать электронную музыку, психологию в искусстве и электронику. В образовательную программу входило исследование влияния африканской музыки на американскую.
Майкл сблизился с преподавателями отделения восточной музыки, среди которых были трубач и композитор Джон Хассел, композитор-минималист Ла Монте Янг и классический индусский певец Пандит Пран Нат. Осенью 1976 года он принял участие в записи первого альбома Джона Хассела Vernal Equinox в качестве одного из звукорежиссёров, а в начале 80-х концертировал с его ансамблем как музыкант.
С ростом творческих перспектив после выдвижения в 1993 году документального фильма с музыкой Брука на «Оскар», он переехал в Лос-Анджелес и поселился в районе Голливудские холмы, там же устроив свою домашнюю студию La Lavanderia.

## Игра на гитаре
В молодости Брук играл во многих блюз-роковых группах Торонто, стараясь играть как можно быстрее. Позже он возненавидел такой стиль игры, считая его сильно гимнастическим и бездушным. Выступая в конце 70-х годов на концертах в составе группы The Everglades, он был известен игрой без перерыва между песнями.
Интерес Брука к вибрато и орнаментике, которые свойственны арабской и индийской музыке, желание привнести эти элементы в свою игру и неудовлетворённость доступным оборудованиям для увеличения сустейна, побудили его к техническим экспериментам во время записи дебютного альбома Hybrid. Так была создана «Бесконечная гитара», и орнаментированные пассажи стали основным элементом игры Майкла Брука.
Майкл Брук не использует привычную для рок-музыки технику записи гитары через ламповый усилитель, громкоговоритель и микрофон или их электронные симуляторы. Он подключает инструмент к микшеру через предусилитель лишь для поднятия уровня сигнала, получая таким образом звук гитары, а не усилителя.

## Дискография

### Сольные альбомы
- Hybrid (1985, EG) — при участии Брайана Ино и Даниеля Лануа;
- Cobalt Blue (1992, 4AD);
- Live at the Aquarium (1993, 4AD) — концертная запись программы Cobalt Blue;
- RockPaperScissors (2006, Canadian Rational);
- BellCurve (2007) — ремикшированный Джеймсом Гудом альбом RockPaperScissors.

### Дуэты
- Sleeps with the Fishes (1987, 4AD) — совместно с Питером Нотеном из Clan of Xymox;
- Mustt Mustt (1990, Real World) — совместно с Нусрат Фатех Али Ханом;
- Dream (1995, Real World) — совместно с У. Шринивасом;
- Night Song (1996, Real World) — совместно с Нусрат Фатех Али Ханом;
- Star Rise (1997, Real World) — ремиксы композиций с альбомов Mustt Mustt and Night Song;
- Black Rock (1998, Real World) — совместно с Дживаном Гаспаряном;
- Assembly (2002, Real World) — совместно с Хукве Завосе;
- Penumbra (2008, Canadian Rational) — совместно с Дживаном Гаспаряном;

### Музыка для фильмов (избранное)
- «Аллигатор-альбинос» (англ. Albino Alligator, 1997);
- «Скорбь» (англ. Affliction, 1999);
- «Индия: Королевство тигра» (англ. India: Kingdom of the Tiger, 2002);
- «Неудобная правда» (англ. An Inconvenient Truth, 2006);
- «В диких условиях» (англ. Into the Wild, 2007) — совместно с Каки Кинг и Эдди Веддером;
- «Хорошо быть тихоней» (англ. The Perks of Being a Wallflower, 2012);
- «Иерусалим» (англ. Jerusalem, 2013).
- «В воздухе» (англ. Aloft, 2014).

## Награды
- Альбом Night Song (совместно с Нусрат Фатех Али Ханом):
  - Выдвинут на премию «Грэмми» в категории «Лучший альбом этнической музыки»[14] (1997)
- Музыка к фильму «В диких условиях» (совместно с Каки Кинг и Эдди Веддером):
  - Выдвинута на премию «Золотой глобус» в категории «Лучшая музыка для полнометражного фильма»[15] (2008)
  - Выдвинута на премию Общества онлайновых кинокритиков[англ.] в категории «Лучшая музыка»[15] (2008)